# Korogwe
Korogwe – miasto w północno-wschodniej Tanzanii, w regionie Tanga. Według danych na rok 2012 liczyło 56 282 mieszkańców.